# Diocese siríaca oriental da Armênia
Diocese da Armênia foi uma diocese siríaca oriental (e brevemente uma província metropolitana) da Igreja do Oriente entre os séculos V e XIV. A diocese serviu aos membros da Igreja do Oriente na Armênia, e seus bispos se sentaram em Aquelate. A diocese é mencionada pela última vez em 1281, e provavelmente expirou no século XIV durante os distúrbios que acompanharam a fragmentação do império mongol.

## Antecedentes
A diocese siríaca oriental da Armênia, cujos bispos se sentavam na cidade de Halate, na costa norte do Lago de Vã, é atestada entre os séculos V e XIV. No século V, a diocese de Halate não foi atribuída a uma província metropolitana, mas foi posteriormente incluída na província de Nísibis, provavelmente logo após a conquista árabe da Pérsia. O patriarca Timóteo I criou uma província metropolitana de curta duração para a Armênia, presumivelmente elevando o estatuto da diocese de Halate. Na segunda metade do século XI, Halate era mais uma vez uma diocese sufragânea da província de Nísibis. No século XIII, a jurisdição dos bispos de Halate incluía as cidades de Vã e Vastã. O metropolita nestoriano do século XIII Salomão de Baçorá, autor do Livro da Abelha (c. 1222), era natural de Halate.

## História
A diocese provavelmente estava sediada na cidade de Halate, na margem noroeste do Lago de Vã. É documentado pela primeira vez em 424, quando seu bispo Artaxer participou do concílio de Markabta convocado pelo patriarca Dadixo I. Naquela ocasião a diocese não estava atribuída a nenhuma província eclesiástica. Posteriormente, talvez após a conquista árabe da Pérsia, tornou-se parte da metrópole de Nísibis. Na época do patriarca Timóteo I (780-823), foi erigida uma província eclesiástica da Armênia, com um presumível aumento do número de dioceses da região, feitas sufragâneas de Halate. Esta promoção, porém, não durou muito, porque já no século XI a diocese da Armênia ainda aparecia como sufragânea de Nísibis.
São conhecidos sete bispos desta antiga diocese nestoriana. Depois de Artaxer, temos o bispo Jacó, escritor eclesiástico cujos livros são mencionados na lista de autores siríacos elaborada no século XIV por Abedixo Bar Brica, que viveu na época do patriarca Mar Petião (731-740). Ele segue um bispo anônimo, que participou da consagração do patriarca Abedixo II em 1074. Um documento de 1137 menciona a recente supressão da província eclesiástica de Barda no Azerbaijão e a atribuição dos territórios daquela região aos cuidados do bispo Elias de Halate. O bispo João de Halate foi nomeado metropolita de Casgar e Nevaquete (no Turquestão Oriental) pelo patriarca Elias III (1176-1190). Finalmente, os bispos Sliba-zkha e Henanixo participaram na consagração dos patriarcas Denha I em 1265 e Yahballaha III em 1281, respectivamente.
A diocese provavelmente desapareceu durante a turbulência causada pelo fim e fragmentação do império mongol nos séculos XIII - XIV.

## Bispos
- Artaxar † (mencionado em 424) - O bispo Artaxar da Armênia estava entre os signatários dos atos do sínodo de Dadixo em 424. Neste período, a diocese, provavelmente baseada em Halate, não foi atribuída a uma província metropolitana.[3]
- Jacó † (na época do patriarca Mar Petião - 731 - 740) - O bispo Jacó de Halate, um escritor mencionado na lista de autores siríacos compilada no século XIV por Abedixo Bar Brica, floresceu durante o reinado do patriarca Petião (731–40).
- Anônimo † (mencionado em 1074) - Um bispo anônimo da Armênia esteve presente na consagração do patriarca  Abedixo II em 1074.[4]
- Elias † (início do século XII) - Uma nota de 1137 do copista do Mukhtasar menciona a recente supressão da província metropolitana de Barda (no Azerbaijão) e a atribuição da responsabilidade pelos cristãos restantes na província a Elias, bispo de Halate.[5]
- João † (? - após 1176 nomeado metropolita de Casgar e Nevaquete) - O bispo João de Halate foi nomeado metropolita de Casgar e Nevaquete pelo patriarca Elias III (1176–1190).[4]
- Sliba-zkha † (mencionado em 1265) - O bispo Sliba-zkha de Halate esteve presente na consagração do patriarca Denha I em 1265.[4]
- Henanixo † (mencionado em 1281) - O bispo Henanixo de Halate esteve presente na consagração do patriarca Yahballaha III em 1281.[4]